# Regenboogpitta
De regenboogpitta (Pitta iris) is een vogelsoort uit de familie van pitta's (Pittidae).

## Kenmerken
De regenboogpitta is 15 tot 18 cm lang en heeft een zwarte borst en kop. De vogel heeft een roodbruine, dubbele kruinstreep (links en rechts) en lijkt verder sterk op de Australische pitta.

## Leefwijze
Hoewel de dieren kunnen vliegen, geven ze er doorgaans de voorkeur aan om op de grond te blijven. Hun voedsel vinden ze op bosbodem en bestaat uit ongewervelde dieren zoals insecten en slakken maar ook wel kleine hagedissen.

## Verspreiding en leefgebied
De regenboogpitta is endemisch in het noorden van Australië inclusief het eiland Groote Eylandt. Daar leeft de vogel in restanten regenwoud, beekgeleidend struikgewas, bamboebosjes en mangrove.
De soort telt twee ondersoorten:
- P. i. iris: noordelijk Noordelijk Territorium.
- P. i. johnstoneiana: noordoostelijk West-Australië.

## Status
De grootte van de populatie is niet gekwantificeerd, maar er is geen aanleiding te veronderstellen dat de soort bedreigd wordt in zijn voortbestaan, daarom staat de  regenboogpitta als niet bedreigd op de Rode Lijst van de IUCN.